# Mas del Moix
El Mas del Moix és un mas situat al municipi de Blancafort a la comarca catalana de la Conca de Barberà.